# HD88850
HD88850 — хімічно пекулярна зоря спектрального класу A6, що має видиму зоряну величину в смузі V приблизно  7,3.
Вона  розташована на відстані близько 208,8 світлових років від Сонця.